# Anna Tunnicliffe
Anna Tunnicliffe (Doncaster, 17 ottobre 1982) è una velista statunitense.
Nel 2008 ha vinto una medaglia d'oro olimpica nella navigazione, classe soli in Laser Radial. Nel 2009 e nel 2011, ha vinto la Coppa del Mondo di vela ISAF in Laser Radial. Inoltre ha vinto il campionato mondiale femminile della classe snipe nel 2010, e il secondo posto nel 2008.
È stata nominata ICSA Women’s College Sailor of the Year nel 2005, ISAF Rolex World Sailor of the Year nel 2009 e nel 2011 e US Sailing’s Rolex Yachtswoman of the Year ogni anno nel 2008-2011.

## Biografia
Anna Tunnicliffe è nata a Doncaster, in Inghilterra. I suoi genitori possedevano uno yacht quando era bambina e la iniziarono alla la navigazione. Anna si trasferì a Perrysburg, Ohio, negli Stati Uniti, con la sua famiglia all'età di 12 anni. Frequentò la Perrysburg High School e aderì al il Nord Cape Yacht Club, gareggiando su Optimists e altre piccole imbarcazioni per i successivi cinque anni. Nel 1999 iniziò la navigazione con la Laser Radial. Il suo primo successo in questa barca è stato alla Coppa Leiter a Detroit, Michigan. Nonostante la sua piccola costituzione arrivò alle finali Smythe per la sua area, dove lei era l'unica donna che navigasse. Ha partecipato a sci di fondo, nuoto, e corsa a livello di college. Nel suo ultimo anno ha vinto i campionati della pista del quartiere negli 800 metri, stabilendo un nuovo record di scuola superiore di 2 minuti 17,56 secondi. Dopo aver scelto la navigazione nelle regate, ha deciso di andare alla Old Dominion University per studiare e navigare.
Nel mese di gennaio 2014, Tunnicliffe ha annunciato il suo ritiro dalle Olympic Sailing dopo 12 anni di competizioni.

## Riconoscimenti
La Tunnicliffe ha contribuito a portare quattro campionati nazionali all'ODU, fra cui il Women’s National Championship e tre campionati Women’s Single-Handed. Ha gareggiato come skipper in serie A per la squadra femminile e in serie B per la squadra mista, durante il suo anno junior e come skipper di serie A per entrambe le squadre come senior. Nel suo secondo anno e poi attraverso gli anni da senior, è stato assegnato alla squadra femminile della Tunnicliffe lo status di all American; si è guadagnata nel misto lo status all American nel suo ultimo anno. Per ogni anno che fu assegnato il premio Quantum Sailor of the Year (riconoscendo l'alto collegio marinaio femminile americano), la Tunnicliffe è stata finalista. È stata seconda nel suo terzo anno, mancando il 1° per 0,02 punti e ha vinto nel suo ultimo anno. Era uno dei tre finalisti per il trofeo sportività ICSA.
Tunnicliffe è classificata 1ª al mondo per la deriva singola femminile, il Laser Radial.

## Finali a vela
| Anno | Classe di imbarcazione                    | Evento                                       | Località                       | Nazione | Piazzamento finale |
| ---- | ----------------------------------------- | -------------------------------------------- | ------------------------------ | ------- | ------------------ |
| 2002 | Europe – Women (Olympic Class: 1989–2004) | Rolex Miami OCR                              | Miami, Florida                 | USA     | 8                  |
| 2005 | Laser Radial – Women's One Person Dinghy  | Rolex Miami OCR                              | Biscayne Bay, Miami, Florida   | USA     | 2                  |
| 2005 | Laser Radial – Women's One Person Dinghy  | Laser Midwinters East                        | Clearwater Yacht Club, Florida | USA     | 2                  |
| 2005 | Laser Radial – Women's One Person Dinghy  | P Kieler Woche                               | Baltic Sea / Kiel              | GER     | 22                 |
| 2005 | Laser Radial – Women's One Person Dinghy  | Laser Atlantic Coast Championship            | Brant Beach, New Jersey        | USA     | 2                  |
| 2005 | Laser Radial – Women's One Person Dinghy  | Laser Radial European Championship           | Split                          | CRO     | 8                  |
| 2005 | Match Racing – Women's                    | Rolex Osprey Cup 2005                        | Petersburg, FL                 | USA     | 2                  |
| 2005 | Laser Radial – Women's One Person Dinghy  | Laser Radial World Championship              | Fortaleza, Ceara               | BRA     | 3                  |
| 2006 | Laser Radial – Women's One Person Dinghy  | Rolex Miami OCR                              | Biscayne Bay, Miami, Florida   | USA     | 1                  |
| 2006 | Laser Radial – Women's One Person Dinghy  | Laser Radial North American Championship     | Fort Lauderdale                | USA     | 2                  |
| 2006 | Laser Radial – Women's One Person Dinghy  | Laser Midwinters East                        | Clearwater, Florida            | USA     | 2                  |
| 2006 | Laser Radial – Women's One Person Dinghy  | HRH Princess Sofia Trophy                    | Palma de Majorca, Spain        | ESP     | 4                  |
| 2006 | Laser Radial – Women's One Person Dinghy  | Semaine Olympique Française                  | Hyères                         | FRA     | 5                  |
| 2006 | Laser Radial – Women's One Person Dinghy  | ISAF World Sailing Games                     | Lake Neusiedl                  | AUT     | 7                  |
| 2006 | Laser Radial – Women's One Person Dinghy  | Laser Radial World Championships             | Los Angeles                    | USA     | 4                  |
| 2006 | Laser Radial – Women's One Person Dinghy  | Qingdao International Regatta – Test Event   | Qingdao                        | CHN     | 4                  |
| 2007 | Laser Radial – Women's One Person Dinghy  | Qingdao International Regatta – Pre-Olympics | Qingdao                        | CHN     | 1                  |
| 2007 | Laser Radial – Women's One Person Dinghy  | Laser Radial Mid Winter Regatta              | Clearwater, Fla.               | USA     | 1                  |
| 2007 | Laser Radial – Women's One Person Dinghy  | USA Olympic Trials                           | Newport, RI.                   | USA     | 1                  |
| 2008 | Snipe                                     | Women's worlds                               | Roquetas de Mar                | ESP     | 2                  |
| 2009 | Laser Radial                              | ISAF Sailing World Cup                       |                                |         | 1                  |
| 2010 | Snipe                                     | Women's worlds                               | St. Petersburg Florida         | USA     | 1                  |
| 2011 | Elliott 6m – Women's Match Racing         | ISAF Sailing World Cup                       | Perth                          | AUS     | 1                  |